# Strumigenys laticeps
Strumigenys laticeps (лат.) — вид мелких муравьёв из трибы Attini (ранее в Dacetini, подсемейство Myrmicinae).

## Распространение
Мадагаскар и Африка: Берег Слоновой Кости, Габон, Гана, Камерун, Нигерия, Уганда.

## Описание
Длина коричневатого тела около 2 мм (от 1,7 до 2,2 мм), длина головы от 0,40 до 0,48 мм. Апикодорсальный зубец мандибул шиповидный и лишь немного длиннее апиковентрального зубца. Орбикулярные волоски на голове сзади клипеуса развиты. Усики 6-члениковые. Скапус усика очень короткий, дорзо-вентрально сплющенный и широкий. Мандибулы узкие вытянутые. Стебелёк между грудкой и брюшком состоит из двух члеников: петиолюса и постпетиолюса (последний четко отделен от брюшка), жало развито, куколки голые (без кокона). Хищный вид, охотится на мелкие виды почвенных членистоногих.
Вид был впервые описан в 1962 году американским мирмекологом Уильямом Брауном под первоначальным названием Epitritus laticeps Bolton, 1962 по материалам из Африки, а его валидный статус подтверждён в ходе ревизии британским мирмекологом Барри Болтоном.
Вид включён в состав комплекса Strumigenys laticeps-complex из видовой группы Strumigenys argiola вместе с несколькими африканскими и палеарктическими видами (Strumigenys roomi, Strumigenys marchosias, Strumigenys mormo, Strumigenys anorbicula, Strumigenys tiglath).